# (500392) 2012 TK88
(500392) 2012 TK88 es un asteroide perteneciente al cinturón de asteroides, descubierto el 22 de septiembre de 1995 por el equipo del Spacewatch desde el Observatorio Nacional de Kitt Peak, Arizona, Estados Unidos.

## Designación y nombre
Designado provisionalmente como 2012 TK88.

## Características orbitales
2012 TK88 está situado a una distancia media del Sol de 3,132 ua, pudiendo alejarse hasta 3,726 ua y acercarse hasta 2,539 ua. Su excentricidad es 0,189 y la inclinación orbital 1,534 grados. Emplea 2025,31 días en completar una órbita alrededor del Sol.
Los próximos acercamientos a la órbita de Júpiter se producirán el 19 de septiembre de 2076, el 21 de enero de 2087 y el 18 de mayo de 2097, entre otros.

## Características físicas
La magnitud absoluta de 2012 TK88 es 17,2.